# Star Wars (videojuego de 1983)
Star Wars es un juego de arcade producido por Atari Inc. y lanzado en 1983. Es un juego de combate espacial en primera persona, que simula el ataque a la Estrella de la Muerte de la película Star Wars de 1977. El juego está compuesto por gráficos vectoriales en color 3D. Este juego fue desarrollado durante la Edad de Oro de los Juegos Arcade y ha aparecido en listas de los mejores videojuegos de todos los tiempos.

## Jugabilidad
Asumiendo el papel de Luke Skywalker ("Red Five"), el jugador pilota un caza X-wing desde una perspectiva en primera persona. A diferencia de otros juegos de arcade de naturaleza similar, el jugador no tiene que destruir a todos los enemigos para avanzar en el juego; en su lugar, el jugador debe sobrevivir durante un período de tiempo determinado, evitando o destruyendo enemigos y los disparos. El jugador comienza con seis escudos, uno de los cuales se pierde por cada colisión con un enemigo o proyectil. Si el jugador pierde todos los escudos y es golpeado de nuevo, el juego termina.
Cada fase del juego consiste en tres etapas de ataque, que culminan en la destrucción de la Estrella de la Muerte.
- En la primera ola, el jugador participa en un Dogfight con Darth Vader y combatientes TIE enemigos en el espacio exterior cerca de la Estrella de la Muerte.
- En la segunda fase, el jugador debe volar sobre la superficie de la Estrella de la Muerte para alcanzar su trinchera. Esta sección se omite durante la primera ola del juego. Durante la segunda ola, el jugador es atacado por los búnkeres de artillería, mientras que en la tercera y posteriores olas, las torres láser en las torres se elevan para enfrentarse al jugador. El jugador recibe una bonificación por destruir cada torre.
- En la tercera fase, el jugador debe navegar la trinchera hasta que finalmente dispare un torpedo de protones en el momento correcto para un golpe directo en el objetivo del puerto de escape. Si el jugador tiene éxito, la Estrella de la Muerte explota y el jugador recibe un escudo extra, hasta un máximo de seis. Si el jugador no golpea el puerto de escape, se pierde un escudo y el jugador debe intentar la zanja de nuevo. Si el jugador logra destruir la Estrella de la Muerte sin disparar a otra cosa que no sea el puerto de escape, se otorga una bonificación por "usar la Fuerza".

El juego luego se reinicia a la primera fase. Cada ola sucesiva aumenta enormemente la dificultad; Los TIE Fighters disparan con más frecuencia, los búnkeres de artillería y las torres láser aparecen en la segunda fase, y los obstáculos aparecen en la trinchera durante la tercera. A diferencia de la película, donde las unidades disparan rayos similares al láser, las unidades enemigas en este juego disparan proyectiles parecidos a bolas de fuego, para darle al jugador la oportunidad de destruir los disparos.

## Detalles de la máquina
El juego presenta varias muestras digitalizadas de voces de la película, incluyendo a Mark Hamill como Luke Skywalker, Alec Guinness como Obi-Wan Kenobi, James Earl Jones como Darth Vader, Harrison Ford como Han Solo, los sonidos mecanizados de R2-D2 y el gruñidos de Chewbacca. El juego está disponible como una versión de cabina estándar vertical o de asiento, ambos están elaboradamente decorados. Los controles consisten en un control de volante con cuatro botones, dos de gatillo y dos en posición para ser pulsados por los pulgares, cada uno de los cuales disparó un láser posicionado en los cuatro bordes delanteros de los X-Wings.
Después de las oleadas de caza TIE, cuando vuelan hacia la Estrella de la Muerte, las líneas de cuadrícula amarillas en la Estrella de la Muerte explican "QUE LA FUERZA ESTÉ CONTIGO" en ondas impares o nombres de algunos de los desarrolladores en ondas pares.
Este juego se puede convertir en The Empire Strikes Back a través de un kit de conversión.

## Desarrollo
El desarrollo en el juego comenzó en 1981, bajo el título "Warp Speed", y fue encabezado inicialmente por Ed Rotberg (de Battlezone). Rotberg dejó Atari en octubre de 1981, después de lo cual Atari firmó un acuerdo de licencia con LucasFilm y terminó el juego.

## Récords
En 1984, Robert Mruczek anotó 300 millones de puntos en 49 horas de juego (el récord mundial de un individuo) y en 2005, Brandon Erickson estableció un récord mundial de resistencia de 54 horas con un solo crédito (con un puntaje de 283 millones). En junio de 1985, Flavio Tozzi, Dave Roberts y Mike Ohren jugaron en equipo durante cinco días, dos horas y 26 minutos con un solo crédito para alcanzar el récord mundial de 1.000.000.012 puntos. Apareció en la televisión de Yorkshire y fue verificado en la edición de septiembre de 1985 de la revista británica Computer and Video Games. Sus esfuerzos recaudaron dinero para una organización benéfica local. El marcador de puntaje de este juego "se da vuelta" en 100 millones de puntos.
Debido al hecho de que varios jugadores habilidosos podían jugar indefinidamente con las configuraciones de fábrica, se decidió poner las máquinas en un lugar más difícil para el Torneo Anual de Maestros de Galaxias/Torneo del Libro Guinness, donde el jugador tendría seis escudos iniciales pero no hay escudos extras, y por lo tanto el juego sería una prueba de habilidad en lugar de resistencia. En el Torneo de 1986, David Palmer anotó 31,660,614 puntos en esa configuración (en aproximadamente 7 horas), una puntuación que posteriormente se publicó en el Libro Guinness de los Récords y que sigue siendo el récord mundial hasta el día de hoy.

## Versiones caseras
El juego fue diseñado originalmente para el arcade por Mike Hally. Fue convertida primero por Parker Brothers en 1983 y 1984 en numerosas consolas y computadoras de 8 bits. Estos incluyen Atari 2600, Atari 5200, la familia Atari 8-bit, ColecoVision y Commodore 64. La versión de la consola doméstica para ColecoVision fue programada por Wendell Brown.
El mismo juego se convirtió de nuevo, en 1987 y 1988, para Amiga, Atari ST, Amstrad CPC, ZX Spectrum, Acorn Electron, BBC Micro y Enterprise 64; el juego también se convirtió nuevamente para Atari 8 bits y el Commodore 64. Todas las conversiones fueron desarrolladas por Vektor Grafix, del Reino Unido (la versión Atari de 8 bits de Zeppelin Games fue una excepción) y fueron publicadas en Europa por Domark. Ese mismo año, Brøderbund adquirió los derechos para desarrollar juegos de Star Wars de Lucasfilm. Brøderbund publicó las versiones de Apple II, Macintosh, Commodore 64 y MS-DOS del juego de arcade en Norteamérica en 1988.
Las versiones de Amiga y Atari ST son muy similares al original de arcade. Permiten la capacidad de utilizar el control del mouse y cuentan con efectos de sonido digitalizados. La versión de Macintosh contiene algunas voces digitalizadas desde las películas, pero no tiene música en el juego que no sea un tema monofónico durante el modo "atraer".
Este juego, junto con The Empire Strikes Back y Return of the Jedi, también se incluyó como un extra desbloqueable en el juego de Nintendo GameCube Star Wars Rogue Squadron III: Rebel Strike. En los Estados Unidos y algunos países europeos, los clientes podían obtener la versión del juego de GameCube de forma gratuita cuando solicitaron Rebel Strike.

## Recepción
El juego fue uno de los más vendidos de 1983, ya que Atari produjo 12,695 unidades en total. La revista Compute! elogió la versión Atari ST de Star Wars, llamándola "increíble, suavemente animada". Las versiones de MS-DOS, Amiga, Atari ST y Commodore 64 de Broderbund Software fueron revisadas en 1989 en número 145 de la revista Dragon por Hartley, Patricia y Kirk Lesser en la columna "The Role of Computers". Los revisores le dieron al juego 3 de 5 estrellas.
En 1996, Next Generation incluyó la versión arcade como número 58 en sus "Top 100 Games of All Time". Citando "gráficos vectoriales increíbles, disparadores múltiples, un gabinete de lujo con altavoces potentes en la parte posterior, [y] voces digitalizadas", se aventuraron a que era "Probablemente el mejor juego licenciado de todos los tiempos". En 2001 fue votado como uno de los 100 mejores juegos de arcade de todos los tiempos por los miembros de Killer List of Videogames.